# ITF Women's Circuit Nanning 2014
L'ITF Women's Circuit Nanning 2014 è stato un torneo di tennis facente parte della categoria ITF Women's Circuit nell'ambito dell'ITF Women's Circuit 2014. Il torneo si è giocato a Nanning in Cina dal 21 al 27 aprile 2014 su campi in cemento e aveva un montepremi di $25,000.

## Vincitrici

### Singolare
Xu Yifan ha battuto in finale  Chan Yung-jan con il punteggio di 6–3, 7–6(7–1)

### Doppio
Han Xinyun /  Zhang Kailin hanno battuto in finale  Zhang Ling /  Zheng Saisai con il punteggio di 7–6(10–8), 7–6(7–3)